# エントラックエ
エントラックエ（伊: Entracque）は、イタリア共和国ピエモンテ州クーネオ県にある、人口約800人の基礎自治体（コムーネ）。

## 地理

### 位置・広がり

#### 隣接コムーネ
隣接するコムーネ（およびフランスのコミューン）は以下の通り。FR-06はフランスのアルプ＝マリティーム県所属を示す。
- Belvédère (FR-06)
- タンド (FR-06)
- リモーネ・ピエモンテ
- ロアスキア
- Saint-Martin-Vésubie (FR-06)
- ヴァルディエーリ
- ヴェルナンテ

#### 地震分類
イタリアの地震リスク階級 (it) では、3s 
に分類される。

## 行政

### 分離集落
エントラックエには、以下の分離集落（フラツィオーネ）がある。
- Lago Bianco, Lago Rovina, Lago Brocan, Lago Carbone, Lago Chiotas, Lago del Vei del Bove, Lago della Roccia, Lago Piastra, Tetti Colletta Sottana, Tetti Gargetti, Tetti Miclot, Tetti Patrunet, Tetti Perulet, Tetti Prer, Tetti Rim, Tetti Violino, Tetto Dietro Colletto, Tetto Traversa, Trinità